# Instinción
Instinción – gmina w Hiszpanii, w prowincji Almería, w Andaluzji, o powierzchni 33,49 km². W 2011 roku gmina liczyła 470 mieszkańców.